# Pesebre (Albacete)
Pesebre es una pedanía perteneciente al municipio albaceteño de Peñascosa en Castilla-La Mancha, España.

## Situación
La localidad está ubicada en la comarca de la sierra de Alcaraz a 1170 m s. n. m., dista unos 66 km de la capital provincial. Se encuentra situada en la carretera AB-519 entre Masegoso y Peñascosa, en las cercanías de Zorío.

## Personajes nacidos en Pesebre
Es el lugar de nacimiento de la conocida como la vidente de El Escorial, Amparo Cuevas.

## Lugares de interés en las cercanías
Riega sus cercanías el río del Pesebre que aporta sus aguas a la laguna del Arquillo, situada a 13 kilómetros por carretera, en el cercano municipio de Masegoso.
- Datos: Q41561541